# The Skull (Kurzgeschichte)
The Skull (deutsch: Der Schädel) ist eine erstmals im Jahr 1952 im Magazin If veröffentlichte Science-Fiction-Erzählung des Schriftstellers Philip K. Dick, in der ein von einer zukünftigen Regierung beauftragter Killer mithilfe einer Zeitmaschine den kaum bekannten Gründer einer einflussreichen Religion töten soll; erst im letzten Moment bemerkt er, dass er selbst dieser Gründer ist bzw. sein wird.

## Inhalt
Dem verurteilten Kriminellen Conger wird die Freiheit versprochen, wenn er für die Regierung einen Mord begeht. Er soll 200 Jahre in die Vergangenheit reisen, in eine amerikanische Kleinstadt, in der Anfang der 1960er Jahre ein Unbekannter wenige Sätze zu einer Menschenmenge sprach, dann festgenommen wurde und im Gefängnis kurz darauf starb. Dieser Mann, nur „The Founder“ genannt, erschien nach seinem Tod aber einigen Menschen erneut; aus den wenigen Sätzen, die von ihm überliefert sind, entwickelte sich die inzwischen sehr weit verbreitete First Church, die Gewalt und Kriege ablehnt. Die First Church war einer der wichtigsten Gründe für den in dieser Zukunft herrschenden Weltfrieden; die Denker der Regierung sind allerdings der Meinung, dass die Kirche und ihre Ideale den Fortschritt aufgehalten hätten.
Conger wird der Schädel von The Founder überreicht; er soll ihn kurz vor seiner Rede ermorden und dann anhand des Schädels eindeutig identifizieren. Weiter erhält er eine besondere Waffe. In einer Zeitmaschine reist er in die Vergangenheit; er erreicht den Ort des Geschehens zuerst im Jahr 1961 und sucht in alten Zeitungen Hinweise auf sein Opfer, die er bald findet. Alles weist auf den 2. Dezember 1960 hin. In der Straße erregt Conger das Aufsehen einiger Passanten, was ihn wundert. Er reist zurück in den November 1960, um auf den Founder zu warten.
Als er sich am Ort und Abend des Geschehens einfindet, wird er von einer inzwischen gemachten Bekannten gewarnt: Die Polizei und ein Mob sind auf dem Weg zu ihm, da man ihn für einen kommunistischen Spion hält – er soll ein wenig wie Karl Marx aussehen. Conger ist aber entschlossen, seinen Auftrag auszuführen. Doch als er sich den mitgeführten Schädel noch einmal ansieht, bemerkt er, dass gewisse Besonderheiten am Gebiss mit seinem eigenen übereinstimmen. Er versteht, was geschieht, erkennt im Anblick seines eigenen nackten Schädels Sinn und Unsinn der Existenz, stellt sich der Menge, und beginnt seine Rede mit den Worten Those who take lives will lose their own. Those who kill, will die. But he who gives his own life away will live again!.

## Interpretation
Philip K. Dick, der sich sehr für religiöse Themen interessierte, versucht in dieser Erzählung eine technisch-futuristische Erklärung für die Wiederauferstehung zu geben. Zudem argumentiert er, dass die Worte und Überzeugungen der Propheten weniger wichtig sind als die Interpretation durch die Gläubigen; Conger selbst hält sich keineswegs für einen religiösen Menschen und lebt auch kein gottgefälliges Leben. Zudem stellt Dick, wie auch in manchen anderen Werken, die Regierung als grundsätzlich amoralisches, weil auf rein utilitaristischen oder sozialdarwinistischen Prinzipien agierendes Konstrukt dar.
Ein thematisch ähnlicher Zeitreiseroman wurde später von Michael Moorcock unter dem Titel Behold the Man vorgelegt. Das Thema des Zeitreisenden, der die Geschichte durch einen Mord in der Vergangenheit verändern soll, findet sich auch im Film Terminator wieder.